# Maià de Montcal
Maià de Montcal település Spanyolországban, Girona tartományban. Maià de Montcal Beuda, Cabanelles, Crespià, Esponellà, Serinyà és Sant Ferriol községekkel határos. Lakosainak száma 491 fő (2024).

## Népesség
A település népessége az elmúlt években az alábbi módon változott:
| Lakosok száma | 246  | 809  | 694  | 578  | 372  | 365  | 410  | 443  | 449  | 491  |
|               | 1717 | 1887 | 1936 | 1960 | 1986 | 2004 | 2009 | 2014 | 2019 | 2024 |